# Cecidoxenus aereifemur
Cecidoxenus aereifemur är en stekelart som först beskrevs av Girault 1915.  Cecidoxenus aereifemur ingår i släktet Cecidoxenus och familjen puppglanssteklar. Inga underarter finns listade.